# بلو مونتاین لیک (نیویورک)
بلو مونتاین لیک (به انگلیسی: Blue Mountain Lake) یک منطقهٔ مسکونی در ایالات متحده آمریکا است که در شهرستان همیلتون، نیویورک واقع شده‌است. بلو مونتاین لیک ۵۵۶ متر بالاتر از سطح دریا واقع شده‌است.